# 霍博尔
霍博尔，是匈牙利巴兰尼亚州所辖的一个村。总面积18.27平方公里，总人口994，人口密度54.4人/平方公里（2011年1月1日）。